# Myosis
 Mise en garde médicale
Le myosis est une diminution du diamètre de la pupille par contraction du muscle constricteur de l'iris, dont les fibres sont circulaires. C'est l'effet contraire de la mydriase.
Le meilleur moyen de mesurer un myosis de manière fiable et objective est d'utiliser un pupillomètre, tel que le dispositif NeuroLight, qui permet de mesurer avec une précision au millimètre près la taille de la pupille. Cet outil constitue une aide précieuse au diagnostic neurologique, particulièrement utile en réanimation et aux urgences, où l’évaluation fine des réflexes pupillaires est essentielle.

## Causes
Cette réaction physiologique se produit à la lumière, et est réversible dans l'obscurité. Physiologiquement, elle est provoquée par la contraction des muscles annulaires et ciliaires dans le but de favoriser l'accommodation. Plusieurs causes peuvent expliquer ce phénomène. Ainsi, la consommation de drogues (activant les récepteurs parasympathiques), et une exposition prolongée à des lumières bleues (permanence de la réaction d’accommodation à la lumière) peuvent entraîner une contraction anormalement longue des muscles ciliaires.
Le myosis est obtenu par une stimulation du système nerveux autonome parasympathique.
Le myosis est aussi un effet secondaire de certaines substances (telle que par exemple une exposition au sarin), médicaments ou drogues par activation des récepteurs du système nerveux parasympathique.
Le myosis est aussi un symptôme permettant après recoupement de diagnostiquer les infections ophtalmiques nommés kératites (elles sont une urgence thérapeutique surtout s'il y a inflammation, larmes sales et sensation de lumière qui brûle)
Le myosis est aussi un des symptômes des uvéites.